# Krotonsyra
Krotonsyra eller 2-butensyra är en omättad karboxylsyra med formeln C3H5COOH. Namnet kommer av att man tidigare trodde att saven från Croton-släktet innehöll krotonsyra.

## Framställning
Krotonsyra framställs genom oxidation av krotonaldehyd med väteperoxid.
{\displaystyle {\rm {C_{4}H_{6}O+H_{2}O_{2}\rightarrow C_{3}H_{5}COOH+H_{2}O}}}

## Användning
Syntetisk treonin kan framställas genom α-funktionalisering av krotonsyra med kvicksilveracetat. Även retinol kan syntetiseras av krotonsyra.